# إريك أندرسن (دراج)
إريك أندرسن هو دراج دنماركي، ولد في 15 أغسطس 1902 في زيلاند في الدنمارك، وتوفي في 2 يناير 1980.

## وصلات خارجية
- إريك أندرسن على موقع أرشيف الدراجات (الإنجليزية)
- إريك أندرسن على موقع إحصائيات الدراجات الإحترافية (الإنجليزية)
- إريك أندرسن على موقع أوليمبيديا (الإنجليزية)